# One Fierce Beer Coaster
One Fierce Beer Coaster är ett album av Bloodhound Gang som släpptes 3 december 1996. Det var gruppens andra skiva, efter Use Your Fingers (1995). Bland låtarna finns en av gruppens mest populära singlar, "Fire Water Burn".

## Låtlista
1. "Kiss Me Where It Smells Funny" - 3:04
2. "Lift Your Head Up High (And Blow Your Brains Out)" - 4:58
3. "Fire Water Burn" - 4:51
4. "I Wish I Was Queer So I Could Get Chicks" - 3:48
5. "Why's Everybody Always Pickin' on Me?" - 3:22
6. "It's Tricky" (Run DMC cover) - 2:36
7. "Asleep at the Wheel" - 4:05
8. "Shut Up" - 3:14
9. "Your Only Friends Are Make Believe" - 7:02
10. "Boom" - 4:05
11. "Going Nowhere Slow" - 4:21
12. "Reflections of Remoh" - 0:51